# Lista de membros do Jefferson Starship
Jefferson Starship é uma banda de rock americana de São Francisco, Califórnia, que se desenvolveu em janeiro de 1974 como sucessora do Jefferson Airplane.

## História
O grupo inicialmente contava com os cinco membros restantes do Jefferson Airplane, Grace Slick (vocal, piano), Paul Kantner (guitarra base, vocal), David Freiberg (baixo, teclado, vocal), Papa John Creach (violino) e John Barbata (bateria, vocal); além dos novos membros Craig Chaquico na guitarra solo e Peter Kaukonen (irmão de Jorma Kaukonen) no baixo. O nome "Jefferson Starship" foi originalmente usado na co-fatura do álbum de Paul Kantner de 1970, Blows Against the Empire, e foi selecionado como o nome da banda revisada. Após a primeira turnê da banda, Kaukonen foi substituído por Pete Sears (baixo, teclado) em junho de 1974. O ex-vocalista do Airplane, Marty Balin, juntou-se à banda em janeiro de 1975, tendo co-escrito e tocado na música "Caroline". Creach saiu em agosto de 1975 para começar uma carreira solo. A formação da banda permaneceu estável até junho de 1978, quando Slick deixou a banda após ser convidada a renunciar por Kantner, após um show na Alemanha em que ela bebeu excessivamente e abusou da multidão. Balin também deixou a banda após o fim do ciclo de turnê do Earth. Além disso, Barbata desistiu depois de se ferir gravemente em um acidente de carro que o deixou incapaz de se apresentar.

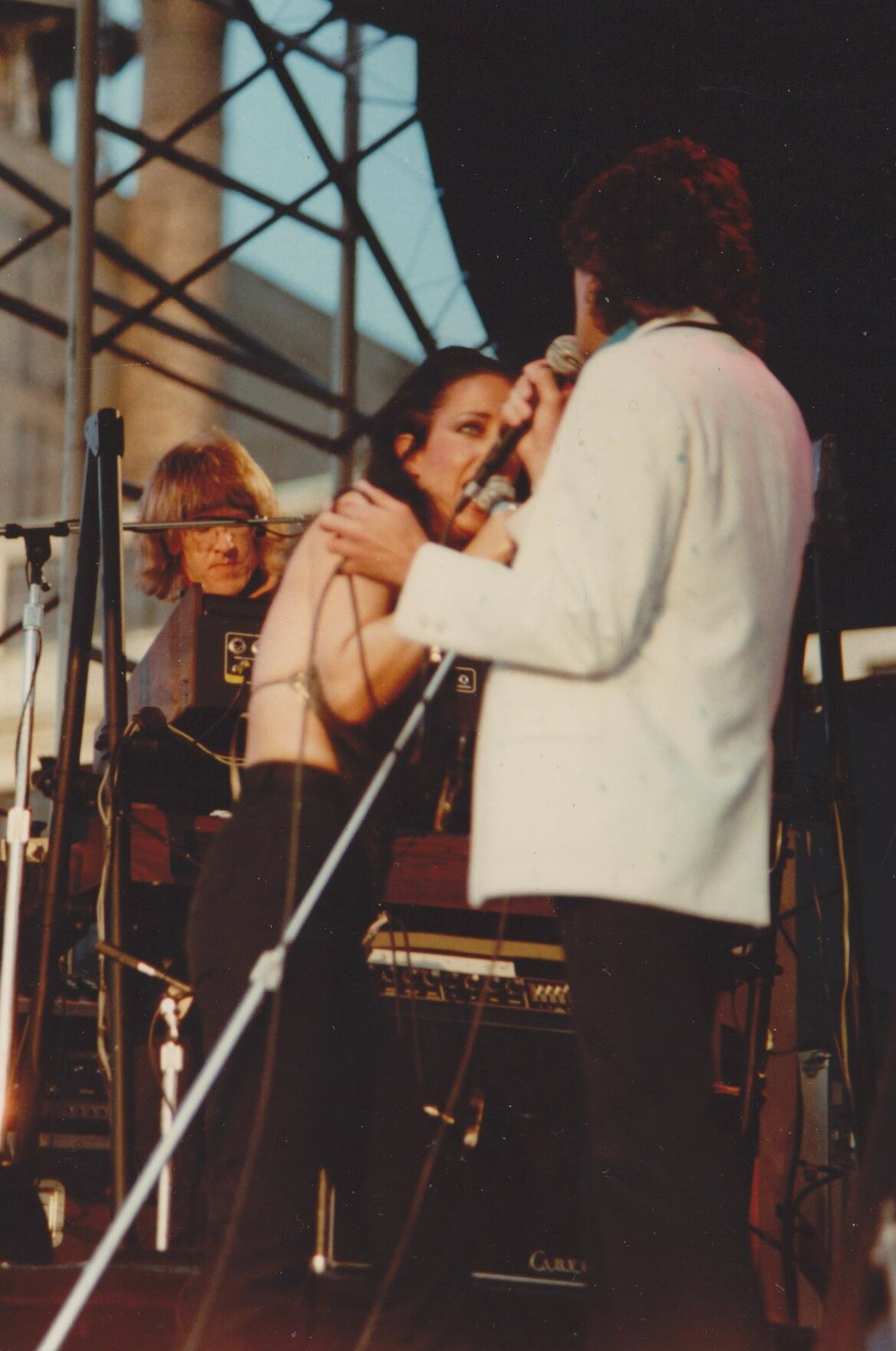
Grace Slick, Paul Kantner e Mickey Thomas da Jefferson Starship, Nova York, 1981 Pier 84

Os membros restantes do Jefferson Starship reconstruíram a banda no início de 1979, adicionando o baterista Aynsley Dunbar em janeiro e o vocalista Mickey Thomas em abril. Slick retornou à banda em 1981, após fazer backing vocals em Modern Times. Dunbar foi convidado por Kantner a sair em 1982, com Donny Baldwin assumindo seu lugar em setembro. Pouco depois do lançamento do Nuclear Furniture pela banda, Kantner deixou o Jefferson Starship e mais tarde processou os membros restantes da banda em outubro de 1984 pela propriedade do nome; o processo foi resolvido em março de 1985, com o nome Jefferson Starship aposentado e os membros restantes da banda continuando simplesmente como Starship.[carece de fontes?]
Em janeiro de 1992, Kantner reformou o Jefferson Starship com os ex-companheiros de banda da KBC Band, Mark "Slick" Aguilar (guitarra solo) e Tim Gorman (teclados, vocais), o ex-companheiro de banda do Jefferson Airplane, Jack Casady (baixo) e o companheiro de banda do Jefferson Starship, Creach, e os novos membros Darby Gould (vocal) e Prairie Prince (bateria). Diana Mangano juntou-se em outubro seguinte e inicialmente compartilhou as funções vocais, antes de se tornar um membro oficial da banda quando Gould saiu em 1995. Balin também voltou à banda em 1993. Creach morreu em 22 de fevereiro de 1994. Kaukonen retornou brevemente em 1994, e Gorman saiu na mesma época; ele foi substituído primeiro por Barry Flast, depois por Gary Cambra e, finalmente, por Terry "T" Lavitz. Chris Smith assumiu os teclados em 1998. Casady saiu em 2000 e foi substituído até 2004 por Tom Lilly.
Jefferson Starship retornou com o novo álbum de estúdio Jefferson's Tree of Liberty em 2008, que foi o primeiro da banda a apresentar a vocalista Cathy Richardson, que havia substituído Mangano recentemente, e o primeiro desde Nuclear Furniture de 1984 a apresentar o vocalista Freiberg, que substituiu Balin. Baldwin retornou à banda após o lançamento do álbum, substituindo Prince. Em setembro de 2012, Jude Gold assumiu o lugar de Aguilar, que foi forçado a cessar as atividades com a banda após ser diagnosticado com hepatite C. Richardson saiu brevemente em novembro de 2015, com Rachel Rose tomando seu lugar, antes de retornar em março do ano seguinte. Em 28 de janeiro de 2016, Kantner, o único membro constante do Jefferson Airplane e Jefferson Starship, morreu de falência múltipla de órgãos e choque séptico após um ataque cardíaco alguns dias antes. Desde 2016, a formação é composta por Freiberg (vocal e violão), Donny Baldwin (bateria e backing vocal), Chris Smith (teclado e baixo), Cathy Richardson (vocal e guitarra base), e Jude Gold (guitarra principal e backing vocal).

## Membros

### Atual
| Imagem                                                   | Nome             | Anos ativos             | Instrumentos                                                                           | Contribuições de liberação |
| -------------------------------------------------------- | ---------------- | ----------------------- | -------------------------------------------------------------------------------------- | --- |
| DavidFreibergJefferson.jpg                               | David Freiberg   | 1974–1984 2005–presente | vocais principais e de apoio violão acústico (desde 2005) teclados e baixo (1974–1984) | todos os lançamentos de Jefferson Starship de Dragon Fly (1974) a Nuclear Furniture (1984) Jefferson's Tree of Liberty (2008) Mother of the Sun (2020) |
| DrummerJefferson.jpg                                     | Donny Baldwin    | 1982–1984 2008–presente | baterias percussão backing vocals                                                      | Nuclear Furniture (1984) Mother of the Sun (2020) |
| KeyboardistJefferson.jpg                                 | Chris Smith      | 1998–presente           | teclados sintetizadores piano baixo (desde 2000)                                       | Greatest Hits: Live at the Fillmore (1999) Across the Sea of Suns (2001) Jefferson's Tree of Liberty (2008) Mother of the Sun (2020)                   |
| CathyRichardson.jpg                                      | Cathy Richardson | 2008–2015 2016–presente | vocais principais e de apoio guitarra base harmônica                                   | Jefferson's Tree of Liberty (2008) Mother of the Sun (2020)                                                                                            |
| Jefferson Starship in Dundalk Heritage Park DSCN1234.jpg | Jude Gold        | 2012–presente           | guitarras solo e rítmicas backing vocals                                               | Mother of the Sun (2020) |

### Antigo
| Imagem                                                                 | Nome                 | Anos ativos                                                                      | Instrumentos                                                                                                   | Contribuições de liberação |
| ---------------------------------------------------------------------- | -------------------- | -------------------------------------------------------------------------------- | --- | --- |
| Paul_Kantner_Jefferson_Starship_1975.JPG                               | Paul Kantner         | 1974–1984 1992–2016 (até sua morte)                                              | guitarra base banjo harmônica sintetizadores vocais principais e de apoio                                      | todos os lançamentos do Jefferson Starship através do Jefferson's Tree of Liberty (2008)                                                                            |
| Craig-Chaquico-KR-2016.jpg                                             | Craig Chaquico       | 1974–1984                                                                        | guitarras solo e rítmicas backing vocals                                                                       | todos os lançamentos da Jefferson Starship, de Dragon Fly (1974) a Nuclear Furniture (1984)                                                                         |
| Grace_Slick_ca._1967.jpg                                               | Grace Slick          | 1974–1978 1981–1984                                                              | vocais principais e de apoio piano teclados                                                                    | todos os lançamentos da Jefferson Starship, de Dragon Fly (1974) a Nuclear Furniture (1984), exceto Freedom at Point Zero (1979)                                    |
| John Barbata 1976 (cropped).JPG                                        | John Barbata         | 1974–1979 (falecido em 2024)                                                     | bateria percussão backing vocal e vocais principais ocasionais [ 24 ]                                          | todos os lançamentos da Jefferson Starship, de Dragon Fly (1974) a Earth (1978)                                                                                     |
| Papa_John_Creach_-_Jefferson_Starship_-_1974.jpg                       | Papa John Creach     | 1974–1975 1992–1994 (até sua morte) (convidado em 1978)                          | violino | Dragon Fly (1974) Red Octopus (1975) |
|                                                                        | Peter Kaukonen       | 1974 1994–1995 (turnê em 2006)                                                   | baixo | nenhum |
| 1976 Pete Sears.JPG                                                    | Pete Sears           | 1974–1984 (turnê em 2005, convidado em 2009 e 2016, convidado de sessão em 2020) | baixo teclados backing vocals                                                                                  | todos os lançamentos do Jefferson Starship, de Dragon Fly (1974) a Nuclear Furniture (1984), participação especial em Mother of the Sun (2020) - apenas três faixas |
| Marty Balin photo 1976.JPG                                             | Marty Balin          | 1975–1978 1993–2008 (falecido em 2018)                                           | vocais principais e de apoio percussão violão acústico (1993–2008) vocal principal e backing vocal (1975–1978) | todos os lançamentos da Jefferson Starship, de Dragon Fly (1974) a Earth (1978), e de Deep Space/Virgin Sky (1995) a Jefferson's Tree of Liberty (2008)             |
| MickeyThomas1977.jpg                                                   | Mickey Thomas        | 1979–1984                                                                        | vocais principais e de apoio                                                                                   | todos os lançamentos do Jefferson Starship, de Freedom at Point Zero (1979) a Nuclear Furniture (1984)                                                              |
| Aynsley_dunbar.jpg                                                     | Aynsley Dunbar       | 1979–1982                                                                        | bateria percussão                                                                                              | Freedom at Point Zero (1979) Modern Times (1981) Winds of Change (1982)                                                                                             |
| Jefferson Starship - Slick Aguilar.jpg                                 | Mark "Slick" Aguilar | 1992–2012                                                                        | guitarras solo e rítmicas backing vocals                                                                       | todos os lançamentos da Jefferson Starship, de Deep Space/Virgin Sky (1995) a Jefferson's Tree of Liberty (2008)                                                    |
| Prairie_Prince_photo_by_Jim_Snyder.jpg                                 | Prairie Prince       | 1992–2008 (convidado 2008–16)                                                    | bateria percussão                                                                                              | todos os lançamentos da Jefferson Starship, de Deep Space/Virgin Sky (1995) a Jefferson's Tree of Liberty (2008)                                                    |
| Jefferson Airplane First Line-Up With Signe Anderson (Jack Casady).jpg | Jack Casady          | 1992–2000                                                                        | baixo | todos os lançamentos da Jefferson Starship, de Deep Space/Virgin Sky (1995) a Jefferson's Tree of Liberty (2008), exceto Across the Sea of Suns (2001)              |
| Jefferson Starship in Dundalk Heritage Park DSCN1272 (9199113618).jpg  | Darby Gould          | 1992–1995 (convidado desde 2000)                                                 | vocais principais e de apoio                                                                                   | Deep Space/Virgin Sky (1995) Jefferson's Tree of Liberty (2008) – apenas três faixas                                                                                |
| Tim Gorman.png                                                         | Tim Gorman           | 1992–1994 (convidado em 2005)                                                    | teclados backing vocals                                                                                        | Deep Space/Virgin Sky (1995) |
| DianaManganoPerforming.jpg                                             | Diana Mangano        | 1993–2008 (convidado 2008–15)                                                    | vocais principais e de apoio                                                                                   | todos os lançamentos do Jefferson Starship, de Windows of Heaven (1998) a Jefferson's Tree of Liberty (2008)                                                        |
| Kingfish(band).jpg                                                     | Barry Flast          | 1994–1995 (falecido em 2013)                                                     | teclados sintetizadores                                                                                        | nenhum |
|                                                                        | Gary Cambra          | 1995–1996                                                                        | teclados sintetizadores                                                                                        | nenhum |
| T_Lavitz.jpg                                                           | Terry "T" Lavitz     | 1996–1998 (falecido em 2010)                                                     | teclados sintetizadores                                                                                        | Windows of Heaven (1998) |
|                                                                        | Rachel Rose          | 2015–2016 (convidado desde 2016)                                                 | vocais principais e de apoio                                                                                   | nenhum |

### Em turnê
| Imagem                                    | Nome                | Anos ativos                  | Instrumentos                                | Detalhes |
| ----------------------------------------- | ------------------- | ---------------------------- | ------------------------------------------- | --- |
|                                           | Steve Schuster      | 1978–1980                    | saxofone                                    | Schuster foi um membro regular da turnê do Jefferson Starship entre 1978 e 1980.                                         |
|                                           | David Farey         | 1978                         | instrumentos de sopro                       | Farey excursionou ao lado de Schuster com Jefferson Starship após o lançamento de Earth em 1978.                         |
| Signe_Toly_Anderson.jpg                   | Signe Toly Anderson | 1993–1994 (falecido em 2016) | backing and lead vocals                     | Anderson, ex-membro do Jefferson Airplane, fez participações ocasionais como convidado na década de 1990.                |
|                                           | Trey Sabatelli      | 1994–1995 2004               | bateria percussão                           | Sabatelli ocasionalmente substituía e se apresentava ao lado do baterista regular Prairie Prince.                        |
|                                           | Bobby Vega          | 1998–2000                    | baixo                                       | Vega e Huff passaram períodos substituindo Jack Casady entre 1998 e sua saída em 2000.                                   |
|                                           | Chico Huff          | 1998–2000                    | baixo                                       | Vega e Huff passaram períodos substituindo Jack Casady entre 1998 e sua saída em 2000.                                   |
|                                           | Tom Lilly           | 2000–2003 2007               | baixo                                       | Após a saída de Casady, Lilly apareceu regularmente tocando baixo ao vivo nos shows do Jefferson Starship.               |
| Ferenzik pic1.jpg                         | John Ferenzik       | 2002 2006 2008–2015          | baixo teclados guitarra solo                | Ferenzik ocasionalmente tocava teclado, além de guitarra e baixo ao lado do membro regular Chris Smith.                  |
|                                           | Michael Eisenstein  | 2002 2009 2011 2012          | violão acústico de 12 cordas backing vocals | Eisenstein substituiu Paul Kantner regularmente entre 2002 e 2012, quando ele não pôde jogar.                            |
|                                           | Prof. Louie         | 2003                         | teclados                                    | Os professores Louie, Falzarano, Kearney e Alexander Kantner fizeram aparições ocasionais como substitutos e convidados. |
| Michael-Falzarano-01_(cropped).jpg        | Mike Falzarano      | 2003                         | guitarra base                               | Os professores Louie, Falzarano, Kearney e Alexander Kantner fizeram aparições ocasionais como substitutos e convidados. |
|                                           | Kerry Kearney       | 2003                         | guitarra base                               | Os professores Louie, Falzarano, Kearney e Alexander Kantner fizeram aparições ocasionais como substitutos e convidados. |
|                                           | Alexander Kantner   | 2003                         | guitarra base baixo                         | Os professores Louie, Falzarano, Kearney e Alexander Kantner fizeram aparições ocasionais como substitutos e convidados. |
| China_Kantner_20180324-1466_(cropped).jpg | China Wing Kantner  | 1992-presente                | backing vocals e pandeiro ocasional         | Kantner fez aparições ocasionais como convidado.                                                                         |
|                                           | Linda Imperial      | 2005–2007                    | backing vocals                              | Imperial, Traylor e Morley se apresentaram com o Jefferson Starship em shows selecionados durante os anos 2000.          |
|                                           | Jack Traylor        | 2005                         | guitarra base backing vocals                | Imperial, Traylor e Morley se apresentaram com o Jefferson Starship em shows selecionados durante os anos 2000.          |
|                                           | Tony Morley         | 2006–2016                    | bateria                                     | Imperial, Traylor e Morley se apresentaram com o Jefferson Starship em shows selecionados durante os anos 2000.          |
| Anne Harris Liri Blues 2010.jpg           | Anne Harris         | 2008–2016                    | violino                                     | Harris tem feito apresentações regulares ao vivo com Jefferson Starship no violino desde 2008.                           |

Fonte: Fenton 2008, p. 104

## Lineups
| Período                                          | Membros | Lançamentos                                                              |
| ------------------------------------------------ | --- | ------------------------------------------------------------------------ |
| Janeiro – Junho de 1974                          | - Grace Slick – vocais, piano - Paul Kantner – guitarra base, vocais - David Freiberg – teclados, baixo, vocais - Craig Chaquico – guitarra solo, backing vocal - Peter Kaukonen – baixo - John Barbata – bateria, backing vocal - Papa John Creach – violino, voz                                                         | nenhum – apenas apresentações ao vivo                                    |
| Junho de 1974 – Janeiro de 1975                  | - Grace Slick – vocais, piano - Paul Kantner – guitarra base, vocais - David Freiberg – teclados, baixo, vocais - Craig Chaquico – guitarra solo, backing vocal - Pete Sears – baixo, teclados, backing vocals - John Barbata – bateria, backing vocal - Papa John Creach – violino, backing vocals                        | - Dragon Fly (1974)                                                      |
| Janeiro – Agosto de 1975                         | - Marty Balin – vocais - Grace Slick – vocais, piano - Paul Kantner – guitarra base, vocais - David Freiberg – teclados, baixo, vocais - Craig Chaquico – guitarra solo, backing vocal - Pete Sears – baixo, teclados, backing vocals - John Barbata – bateria, backing vocal - Papa John Creach – violino, backing vocals | - Red Octopus (1975)                                                     |
| Agosto de 1975 – junho de 1978                   | - Marty Balin – vocais - Grace Slick – vocais, piano - Paul Kantner – guitarra base, vocais - David Freiberg – teclados, baixo, vocais - Craig Chaquico – guitarra solo, backing vocal - Pete Sears – baixo, teclados, backing vocals - John Barbata – bateria, backing vocal                                              | - Spitfire (1976) - Earth (1978)                                         |
| Junho – Outubro de 1978                          | - Marty Balin – vocais - Paul Kantner – guitarra base, vocais - David Freiberg – teclados, baixo, vocais - Craig Chaquico – guitarra solo, backing vocal - Pete Sears – baixo, teclados, backing vocals - John Barbata – bateria, backing vocal                                                                            | nenhum – apenas apresentações ao vivo e o single "Light the Sky on Fire" |
| Outubro de 1978 - Janeiro de 1979                | - Paul Kantner – guitarra base, vocais - David Freiberg – teclados, baixo, vocais - Craig Chaquico – guitarra solo, backing vocal - Pete Sears – baixo, teclados, backing vocals - John Barbata – bateria, backing vocal                                                                                                   | nenhum                                                                   |
| Janeiro – Abril de 1979                          | - Paul Kantner – guitarra base, vocais - David Freiberg – teclados, baixo, vocais - Craig Chaquico – guitarra solo, backing vocal - Pete Sears – baixo, teclados, backing vocals - Aynsley Dunbar – bateria, percussão | nenhum – apenas ensaios em estúdio                                       |
| Abril de 1979 – início de 1981                   | - Mickey Thomas – vocais - Paul Kantner – guitarra base, vocais - David Freiberg – teclados, baixo, vocais - Craig Chaquico – guitarra solo, backing vocal - Pete Sears – baixo, teclados, backing vocals - Aynsley Dunbar – bateria, percussão                                                                            | - Freedom at Point Zero (1979) - Modern Times (1981) – cinco faixas      |
| Início de 1981 – setembro de 1982                | - Mickey Thomas – vocais - Grace Slick – vocais, piano - Paul Kantner – guitarra base, vocais - David Freiberg – teclados, baixo, vocais - Craig Chaquico – guitarra solo, backing vocal - Pete Sears – baixo, teclados, backing vocals - Aynsley Dunbar – bateria, percussão                                              | - Modern Times (1981) – quatro faixas - Winds of Change (1982)           |
| Setembro de 1982 – Junho de 1984                 | - Mickey Thomas – vocais - Grace Slick – vocais, piano - Paul Kantner – guitarra base, vocais - David Freiberg – teclados, baixo, vocais - Craig Chaquico – guitarra solo, backing vocal - Pete Sears – baixo, teclados, backing vocals - Donny Baldwin – bateria, backing vocals                                          | - Nuclear Furniture (1984)                                               |
| Banda inativa de junho de 1984 a janeiro de 1992 | |                                                                          |
| Janeiro de 1992 – 1993                           | - Darby Gould – vocais - Paul Kantner – guitarra base, vocais - Slick Aguilar – guitarra solo, backing vocals - Jack Casady – baixo, guitarra - Tim Gorman – teclados, backing vocals - Prairie Prince – bateria, percussão - Papa John Creach – violino, backing vocals                                                   | nenhum – apenas apresentações ao vivo                                    |
| 1993 – fevereiro de 1994                         | - Marty Balin – vocais, violão acústico - Darby Gould – vocais - Paul Kantner – guitarra base, vocais - Slick Aguilar – guitarra solo, backing vocals - Jack Casady – baixo, guitarra - Tim Gorman – teclados, backing vocals - Prairie Prince – bateria, percussão - Papa John Creach – violino, backing vocals           | nenhum – apenas apresentações ao vivo                                    |
| Fevereiro de 1994 – meados de 1995               | - Marty Balin – vocais, violão acústico - Darby Gould – vocais - Paul Kantner – guitarra base, vocais - Slick Aguilar – guitarra solo, backing vocals - Jack Casady – baixo, guitarra - Tim Gorman – teclados, backing vocals - Prairie Prince – bateria, percussão                                                        | - Deep Space/Virgin Sky (1995)                                           |
| 1995                                             | - Marty Balin – vocais, violão acústico - Diana Mangano – vocais - Paul Kantner – guitarra base, vocais - Slick Aguilar – guitarra solo, backing vocals - Jack Casady – baixo, guitarra - Barry Flast – teclados, sintetizadores - Prairie Prince – bateria, percussão                                                     | nenhum – apenas apresentações ao vivo                                    |
| 1995–1996                                        | - Marty Balin – vocais, violão acústico - Diana Mangano – vocais - Paul Kantner – guitarra base, vocais - Slick Aguilar – guitarra solo, backing vocals - Jack Casady – baixo, guitarra - Gary Cambra – teclados, sintetizadores - Prairie Prince – bateria, percussão                                                     | nenhum – apenas apresentações ao vivo                                    |
| 1996–1998                                        | - Marty Balin – vocais, violão acústico - Diana Mangano – vocais - Paul Kantner – guitarra base, vocais - Slick Aguilar – guitarra solo, backing vocals - Jack Casady – baixo, guitarra - T Lavitz – teclados, sintetizadores - Prairie Prince – bateria, percussão                                                        | - Windows of Heaven (1998)                                               |
| 1998–2000                                        | - Marty Balin – vocais, violão acústico - Diana Mangano – vocais - Paul Kantner – guitarra base, vocais - Slick Aguilar – guitarra solo, backing vocals - Jack Casady – baixo, guitarra - Chris Smith – teclados, sintetizadores - Prairie Prince – bateria, percussão                                                     | - Greatest Hits: Live at the Fillmore (1999)                             |
| 2000–2005                                        | - Marty Balin – vocais, violão acústico - Diana Mangano – vocais - Paul Kantner – guitarra base, vocais - Slick Aguilar – guitarra solo, backing vocals - Chris Smith – guitarra solo, backing vocals, baixo - Prairie Prince – bateria, percussão                                                                         | - Across the Sea of Suns (2001)                                          |
| 2005–2008                                        | - Marty Balin – vocais, violão acústico - Diana Mangano – vocais - Paul Kantner – guitarra base, vocais - David Freiberg – violão, vocais - Slick Aguilar – guitarra solo, backing vocals - Chris Smith – guitarra solo, backing vocals, baixo - Prairie Prince – bateria, percussão                                       | - Jefferson's Tree of Liberty (2008)                                     |
| 2008–2012                                        | - David Freiberg – vocais, violão acústico - Cathy Richardson – vocais, violão acústico - Paul Kantner – guitarra base, vocais - Slick Aguilar – guitarra solo, backing vocals - Chris Smith – teclados, sintetizadores, baixo - Donny Baldwin – bateria, backing vocals                                                   | nenhum – apenas apresentações ao vivo                                    |
| Setembro de 2012 – novembro de 2015              | - David Freiberg – vocais, violão acústico - Cathy Richardson – vocais, violão acústico - Paul Kantner – guitarra base, vocais - Jude Gold – guitarra solo - Chris Smith – teclados, sintetizadores, baixo - Donny Baldwin – bateria, backing vocals                                                                       | nenhum – apenas apresentações ao vivo                                    |
| Novembro de 2015 – Janeiro de 2016               | - David Freiberg – vocais, violão acústico - Rachel Rose – vocais - Paul Kantner – guitarra base, vocais - Jude Gold – guitarra solo - Chris Smith – teclados, sintetizadores, baixo - Donny Baldwin – bateria, backing vocals                                                                                             | nenhum – apenas apresentações ao vivo                                    |
| Janeiro – Março de 2016                          | - David Freiberg – vocais, violão acústico - Rachel Rose – vocais - Jude Gold – guitarra solo - Chris Smith – teclados, sintetizadores, baixo - Donny Baldwin – bateria, backing vocals | nenhum – apenas apresentações ao vivo                                    |
| Março de 2016 – presente                         | - David Freiberg – vocais, violão acústico - Cathy Richardson – vocais, violão acústico - Jude Gold – guitarra solo - Chris Smith – teclados, sintetizadores, baixo - Donny Baldwin – bateria, backing vocals | - Mother of the Sun (2020)                                               |